# Wesna Czadikowska
Wesna Czadikowska, mac. Весна Чадиковска (ur. w 1980) – macedońska lekkoatletka, specjalizująca się w konkurencjach rzutowych.
Wielokrotna rekordzistka Macedonii w różnych konkurencjach.

## Rekordy życiowe
- Pchnięcie kulą – 14,49 (2001) rekord Macedonii[1][3]
- Rzut młotem – 45,90/45,91 (2001) rekord Macedonii[1][4]
- Rzut oszczepem – 45,04 (2001) rekord Macedonii[1][5]
- Pchnięcie kulą (hala) – 14,33 (2002) rekord Macedonii[1][6]